# Razanandrongobe

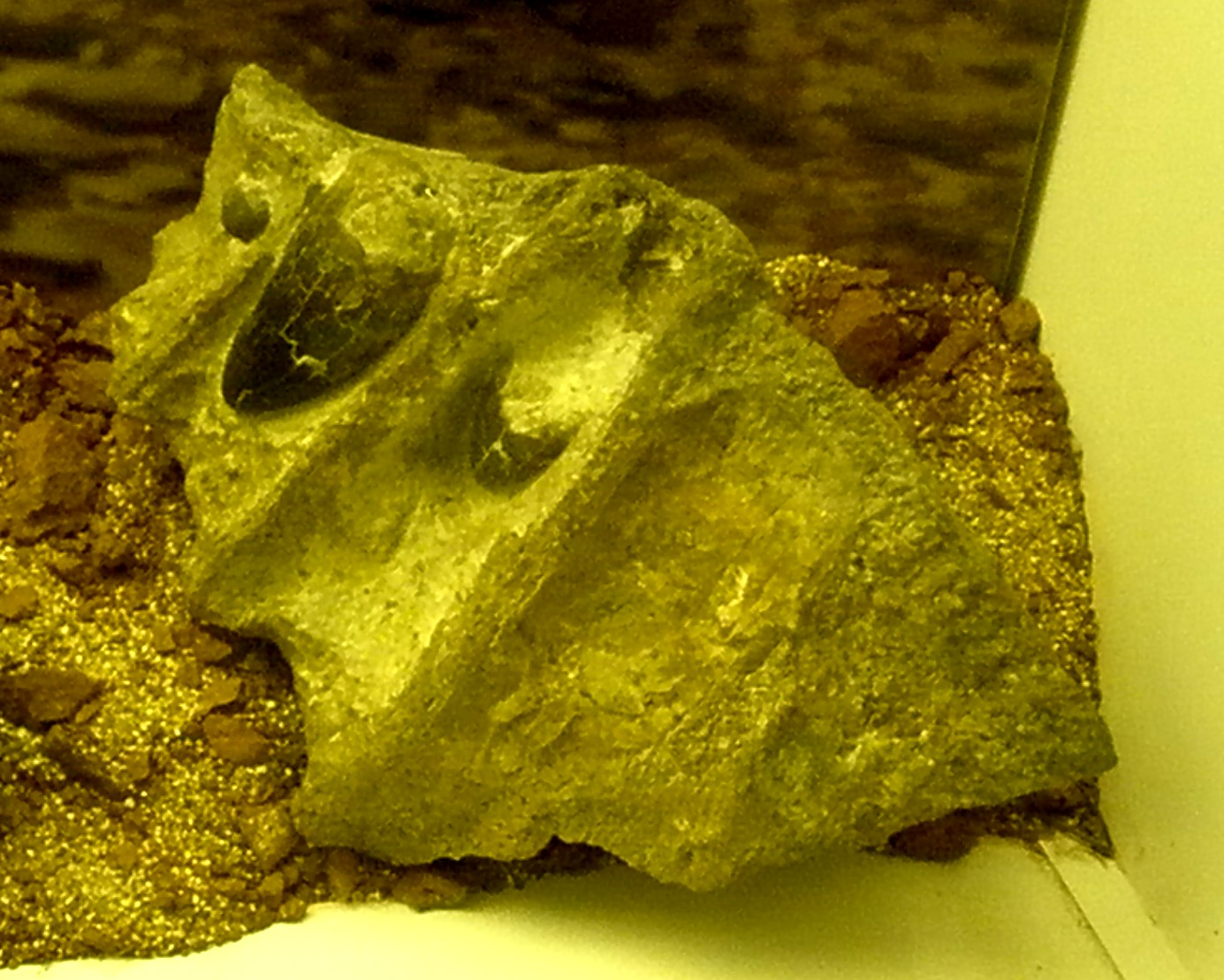
Fossiel van Razandrongobe

Razanandrongobe is een geslacht van uitgestorven reptielen, behorend tot de groep van de Archosauria tijdens het Midden-Jura levend in het huidige Madagaskar.
De soort is in 2006 beschreven door Simon Maganuco.
De precieze plaatsing van Razanandrongobe is erg onzeker. Het holotype: MSNM V5770 is een enkel fragment, 192 millimeter lang, 124 millimeter hoog en 96 millimeter breed, van de rechterbovenkaak met daarin drie nog niet uitgegroeide tanden. Daarnaast zijn slechts enkele andere losse tanden gevonden. Het probleem bij de identificatie ligt hierin dat de kaak bij archosauriërs weinig geëvolueerd is. Het beest kan daarom zowel tot de Crocodylomorpha als tot de Theropoda behoren. In dat laatste geval is het een dinosauriër, iets wat veel beter past bij de tijd waaruit het zou stammen, toen de Dinosauria de heersende landdieren waren van Gondwana, het continent waarvan Madagaskar zich nog niet had losgemaakt.
De geslachtsnaam betekent 'grote voorouder van de hagedis' en is afgeleid van het Plateaumalagasi waarin razana 'voorouder' betekent, be 'groot' en androngo 'hagedis'. De soortnaam verwijst naar de stam van de Sakalava, die het Mahajanga-gebied bewonen waar het fossiel gevonden is.
Het dier was in ieder geval erg groot: het stuk kaak wijst op een afmeting gelijk aan die van Tyrannosaurus; áls het een dinosauriër is, zou het de eerste theropode van die afmetingen zijn die uit het Jura gevonden is. Lapparentosaurus en Archaeodontosaurus zijn mogelijke prooidieren.